# Кнежевина Албанија
Кнежевина Албанија (алб. Principata e Shqipnis) је држава коју су Велике силе формирале 29. јула 1913. године на основу одредби Лондонског уговора о миру потписаног 30. маја 1913. године. Преузимање власти над Албанијом је извршено по доласку кнеза Вилхелма од Вида у Албанију, 7. марта 1914.

## Формирање Кнежевине Албаније
Пре него што је формирана Кнежевина Албанија, територија коју је обухватала је припадала Османском царству. Током Првог балканског рата ову територију су  повратиле Краљевина Црна Гора, Краљевина Србија и Грчка. Први балкански рат је завршен потписивањем Лондонског уговора о миру 30. маја 1913. Током преговора у Лондону, велике силе су све до пролећа 1913. имале намеру да територија данашње Албаније остане у саставу Османског царства, и евентуално постане потпуно независна тек после вишегодишњег периода. Када су велике силе увиделе да је Османско царство дефинитивно изгубило контролу над Македонијом и територијалну везу са Албанијом, постало је јасно да оваква њихова намера не може лако да се спроведе. Лондонски уговор су, уз сагласност великих сила, потписале чланице Балканског савеза (Краљевина Црна Гора, Краљевина Србија, Краљевина Бугарска и Грчка) са једне стране и Османско царство са друге стране. Одредбама овог уговора је великим силама препуштена одлука о статусу територије која обухвата територију данашње Албаније. На основу овог уговора су велике силе 29. јула 1913. године донеле одлуку о формирању Кнежевине Албаније и признале њену независност. До доношења одлуке о томе ко ће бити постављен на положај кнеза новостворене кнежевине, управљање новоствореном државом је требало да преузме Међународна контролна комисија која је почела да функционише у октобру 1913. године али само у мањем делу Албаније који је био под контролом Исмаиља Ћемалија и његове привремене владе.

## Ривалитет Исмаиља Ћемалија и Есад-паше Топтанија
Почетком августа 1913. године, у року од неколико недеља од формирања Кнежевине Албаније, Балкански савезници су без борбе повукли своју војску са њене територије поштујући одредбе Лондонског уговора о миру који су потписали. За власт су се у периоду од августа 1913. до 7. марта 1914. (док није суштински формирана власт новостворене Кнежевине Албаније) бориле две супротстављене групе. Једну групу је предводио Исмаиљ Ћемали, који је 28. новембра 1912. године у Валони декларисао међународно непризнату независност Албаније и формирао привремену владу у којој је ресор војске поверио Иси Бољетинцу, једном од вођа око 20.000 качака који су се током Првог балканског рата повукли са Косова и Метохије на територију данашње Албаније. Помоћу качака је Исмаиљ Ћемали имао контролу над северним и јужним делом новостворене Кнежевине Албаније. Другу групу је предводио Есад-паша Топтани, који је због тога што је командовао хиљадама наоружаних жандарма и војника са којима се повукао после опсаде Скадра, суштински имао контролу над највећим делом Албаније. Есад-паша је 16. октобра 1913. основао Републику Централну Албанију са престоницом у Драчу. Око себе је окупио велики број исламиста и земљопоседника који су били уплашени да би влада под контролом великих европских сила могла да их лиши њихових привилегија. Да би се лакше обавила примопредаја власти у Албанији, велике силе су утицале на Есад-пашу Топтанија да се одрекне власти у замену за положај министра одбране и унутрашњих послова у новоствореној влади Кнежевине Албаније.

## Младотурски покушај постављања Ахмеда Изет-паше за кнеза
Група проосманских исламиста и земљопоседника је у намери да осујети велике силе да поставе кнеза који би их лишио њихових привилегија организовала протесте и побуне и крајем 1913. године у сарадњи са властима у Истанбулу а уз подршку Есад-паше Топтанија позвала Ахмеда Изет-пашу (тада Министра рата у Османском царству) да преузме престо Кнежевине Албаније. Због тога је аустроугарским паробродом неколико стотина војника и официра Османског царства превезено у Валону да би подржали устанак исламиста и устоличење Ахмеда Изет-паше. Међународна контролна комисија је била информисана о постојању одреда војника чије се искрцавање очекује у Албанији и организовала је да их холандски жандарми ухапсе осмах по искрцавању и прогласила ванредно стање у Валони.
Пошто је покушај завршио неуспехом, званичници у Истанбулу су негирали да су били упознати са прокламацијом Ахмеда Изет-паше који је са своје стране негирао целу причу.

## Кнез Вилхелм од Вида
За првог кнеза Кнежевине Албаније је именован Вилхелм од Вида, који је ступио на положај кнеза 7. марта 1914. године. Вилхелма од Вида су у суштини велике силе изабрале и поставиле на положај кнеза Кнежевина Албаније, под утицајем његове тетке, румунске краљице Елизабете. Формално гледано, положај кнеза је преузео пошто су га лично 21. фебруара 1914. посетили представници 18 области из Албаније и позвали да преузме положај кнеза. Посао одржавања безбедности је био поверен жандармерији којом су командовали официри из Холандије.

## Аграрне реформе и побуна земљопоседника
Кнез Вилхелм од Вида је наследио власт у земљи која је до тада била део Османског царства у којем су многобројни земљопоседници исламисти проосмански оријентисани имали практично феудалну власт над обрадивим земљиштем. Спровођењем аграрних реформи Кнез Вилхелм од Вида је угрозио интерес земљопоседника који су у мају 1914. организовали побуну против њега. Због отвореног сврставања на страну побуњеника, Есад-паша је ухапшен и протеран из Албаније.

## Први светски рат и крај постојања Кнежевине Албаније
Убрзо по избијању Првог светског рата, кнез Вилхелм од Вида је 3. септембра 1914. напустио Албанију чиме је власт Кнежевине Албаније престала да постоји а у Албанији је завладало безвлашће. Почетком октобра Есад-паша Топтани се пролазећи кроз Краљевину Србију вратио у Албанију и уз подршку Краљевине Србије почетком октобра 1914. је прогласио нову албанску државу Албански Исламски Емират.